# رباط خیرآباد
رباط خیرآباد؛ نام رباطی تاریخی مربوط به دورهٔ صفوی است و در شهرستان مه‌ولات، کنار مدرسهٔ روستای خیرآباد واقع شده و این اثر در تاریخ ۲۴ اسفند ۱۳۸۴ با شمارهٔ ثبت ۱۵۲۶۲ به‌عنوان یکی از آثار ملی ایران به ثبت رسیده‌است.